# الأرشيف الهندي
تعتمد الدراسات التاريخية اعتمادًا كبيرًا على الوثائق، فلذلك حرصت الدول على المحافظة عليها وأُنشئت لها دور وأرشيفات لحفظها من التلف. وقد كتبت عدة دول في تاريخ الجزيرة العربية والخليج العربي، ومن ضمنها الهند عندما كانت تحت الحكم البريطاني. فمن خلال هذه الوثائق بإمكاننا دراسة فترات تاريخية معينة بعد التدقيق والتمحيص. فمن هذه الدور:

## الأرشيف الوطني المركزي في نيودلهي
- يعد هذا الأرشيف أكبر مستودع للوثائق في قارة آسيا، حيث يضم عدداً ضخماً من وثائق شركة الهند الشرقية وحكومة الهند البريطانية، ويرجع تاريخ تلك الوثائق إلى عام 1748م.
- اما بالنسبة للوثائق الموجودة في هذا الارشيف فهي لا تقتصر على الوثائق الهندية المحلية، بل تعدتها لتشمل وثائق معظم الدول الأسيوية التي تعاملت معها بريطانيا بشكل أو بآخر بما فيها وثائق العراق وبقية أقطار الخليج العربي والجزيره العربيه.
- وهذه السجلات تمثل مخزوناً لعدد كبير جداً من الوثائق، التي تغطي إستراتيجية المنطقة بجوانبها المختلفة عسكرية وسياسية واقتصادية واجتماعية وحتى النفسية منها، وذلك للفترة الحديثة.
- وقد تأسس الارشيف الوطني الهندي عام 1891م. وكان يعرف باسم (السجلات الإمبراطوري)، وذلك بعد أن تكدست الوثائق والسجلات في الدوائر المختلفه وأصبح أمر إتلافها شائعاً، برزت الحاجة الملحة له.

فشكلت لجنه متخصصة للإشراف على فرز هذه الوثائق والسجلات وصنفت عن نحو الآتي:

- سجلات الشوؤن الداخليه من عام 1752م إلى عام 1879 م
- سجلات اللجان الصحيه من عام 1845م إلى عام 1859 م
- سجلات اللجان العسكريه من عام 1777م إلى عام 1858م
- سجلات الاشغال العامه من عام 1850م إلى عام 1871 م
- سجلات الشوؤن الخارجيه من عام 1764م إلى عام 1829م
- سجلات الشوؤن العسكريه من عام 1786م إلى 1893 م

وأصدر الأرشيف عدئذ سلسلة من المنشورات المطبوعة للوثائق المتوفره فيه غطت الفترات التاريخية المختلفة، وضع بعضها باللغة الانجليزية وبعضها باللغة الفارسية وقد وضعت الوثائق الخاصة بالعراق والخليج العربي والجزيرة العربيه في هذا القسم.

## دور الوثائق الحكومية في بومباي
تحتفظ سجلات بومباي في الوقت الحاضر في مبنى في وسط مدينة بومباي. وتحتوي سجلاتها على مجموعة كبيرة من الوثائق التي تحوي معلومات تخص الجزيرة العربية وشرقها ومنطقة الخليج العربي والبحر الأحمر. وهي تعد مصدر لتاريخ العراق والخليج العربي والجزيرة العربية، إذ كانت بومباي مقرًا لإحدى الشركات الثلاث في الهند. وتصنف سجلاتها على النحو الآتي:
- سجلات المقرات التجارية والمقيميات.
- سجلات مديرية بومباي.
- سجلات البعثات واللجان والمعاهد.
- مختارات من الرحلات والصحف والأوراق المحفوظة عند سكرتيرية بومباي.
- مختارات مطبوعة من سجلات حكومة بومباي.[1]

ويوجد ضمن هذه السجلات يوميات متعددة عن منطقة الخليج العربي والجزيرة العربية. 

## أرشيف مكتب وزارة الهند البريطانية
هو دار الوثائق البريطانية التي تحوي على ملفات عن المقيم البريطاني في الخليج. ويقع في لندن، ويهتم بحفظ الوثائق المتصلة بالشؤون البريطانية في الهند البريطانية. وما يتصل بها من مناطق النفوذ البريطاني الأخرى التابعة لها مثل منطقة الخليج بشقيه العربي والفارسي؛ وتحديدًا الجزيرة العربية. فُهرِست ووزِعت السجلات في هذا الأرشيف، كالآتي:
- سجلات المقيم السياسي في بوشهر.[2]
- سجلات محكمة الوكالة البريطانية في البحرين.
- مجلدات الوكالة البريطانية في الساحل المتصالح.
- سجلات الوكالة البريطانية في الكويت.
- مجلدات الوكالة البريطانية في مسقط.